# Akonus formosanus
Akonus formosanus  (лат.) — род совок из подсемейства совок-пядениц. Распространён на Тайване. Единственный представитель рода Akonus

## Описание
Третий членик щупиков в два раза короче второго и почти равен первому. Наружный край крыла почти прямой, без зазубрин. Пигидий с большим пучком волосков.